# Arvid Nilsson (trädgårdsmästare)
Arvid Nilsson, född 4 mars 1897 i Härslövs församling i Malmöhus län, död 6 november 1989 i Landskrona, var en svensk trädgårdsmästare.
Nilsson var son till ladugårdsföreståndare Anton Nilsson, genomgick trädgårdsskola i Alnarp 1923 och var försöksledare vid Weibullsholms växtförädlingsanstalt 1926–1962. Han var stiftare av och sekreterare i föreningen Landskronatraktens natur och ledamot av Skånes naturskyddsförenings arbetsutskott. Han var hedersledamot i Sveriges handelsträdgårdsmästareförbund, dess Landskronadistrikt, Hortikulturens vänner i Göteborg, Malmöhus läns trädgårdsodlareförening, Föreningen Landskronatraktens natur och Helsingborgs botaniska förening. Han blev filosofie hedersdoktor i Lund 1964.
Nilsson författade bland annat Stenpartiväxter (1940), Sommarblommor (1945) och artiklar rörande floristik, blomsterväxter och mollusker i tidskrifter av vetenskaplig och praktisk art. Han var även medarbetare i bland annat Hantverkets bok samt i danska och svenska trädgårdslexika.